# Museo Moncton
El museo Moncton es un museo municipal ubicado en Moncton, Nuevo Brunswick, Canadá. El museo está dedicado a mantener un registro de la historia de la zona de Moncton. Lo hace a través de la preservación de los diversos medios que se incluyen, pero no se limitan a las fotografías y registros de censos, a la biblioteca con textos de investigación y expedientes genealógicos.
El museo fue inaugurado en 1973 y el diseño incorpora la fachada del antiguo Ayuntamiento de Moncton. El museo está situado cerca de Moncton, al lado de la casona Free Meeting House, una de las estructuras más antiguas que sobreviven en la ciudad. El museo estuvo cerrado en 2013, por realizarse obras importantes, reabriendo  el 8 de agosto de 2014 con nuevas galerías.